# Pleurothallis picta
Pleurothallis picta es una especie de orquídea de la tribu Epidendreae que pertenece a la familia Orchidaceae.

## Distribución y hábitat
Encontrado en Costa Rica, Colombia, Ecuador, Venezuela, Brasil, Perú y Bolivia en húmedas montañas y bosque piamonte a elevaciones de 200-2100 m s. n. m.

## Descripción
Es una planta cespitosa, de tamaño diminuto, con flores de 2 mm, epífitas con tallo rodeado por tres vainas imbricadas, subtubulares, apicales, estrechamente oblanceoladas y unida a l base con un pedicelo, el ápice tridentado, coriáceas, de color verde oscuro con las flores en un lateral, con 10 cm de largo. La inflorescencia en racimo con 8 a 11  flores diminutas de color marrón pálido con brácteas florales que son mucho más largas que las hojas. Se producen en la primavera hasta el fin de verano.

## Taxonomía
Pleurothallis picta fue descrita por John Lindley y publicado en Edwards's Botanical Register 21: sub. t. 1797. 1835.
Etimología
Pleurothallis: nombre genérico que deriva de la palabra griega  'pleurothallos', que significa "ramas parecidas a costillas". Esto se refiere a la similitud de las costillas de los tallos de muchas de sus especies.
picta: epíteto latino que significa "pintada".
Sinonimia
- Humboldtia florulenta (Linden & Rchb.f.) Kuntze 1891;
- Humboldtia picta (Lindl.) Kuntze 1891;
- Humboltia picta (Lindl.) Kuntze 1891;
- Lepanthes plurifolia Barb. Rodr. 1891;
- Pleurothallis densifolia Rolfe 1895;
- Pleurothallis dryadum Schltr. 1923;
- Pleurothallis florulenta Linden & Rchb.f. 1855;
- Pleurothallis integrilabia Ames, F.T.Hubb. & C.Schweinf. 1934;
- Pleurothallis marginata Lindl. 1838;
- Pleurothallis pluriflora (Barb. Rodr.) Cogn. 1986;
- Specklinia florulenta (Linden & Rchb.f.) Pridgeon & M.W.Chase 2001;
- Specklinia marginata (Lindl.) Pridgeon & M.W.Chase 2001;
- Specklinia picta (Lindl.) Pridgeon & M.W.Chase 2001[3]
- Pleurothallis acostaei  Schltr. (1923)
- Pleurothallis rhaphidopus Schltr. (1924)
- Pleurothallis graciliscapa C. Schweinf. (1951)
- Zosterophyllanthos phyllocardioides (Schltr.) Szlach. & Marg. (2001)
- Acronia phyllocardioides (Schltr.) Luer (2005)[4][5][6]